# Martha Wallner
Martha Wallner (* 28. März 1927 in Wien; † 21. März 2018) war eine österreichische Schauspielerin.

## Leben
Martha Wallner studierte Schauspiel am Konservatorium der Stadt Wien. Außerdem hatte sie Schauspielunterricht an der Wiener Schauspielschule Krauss. Nach dem Zweiten Weltkrieg war sie bis 1948 am Landestheater Linz engagiert. Unter der Direktion von Paul Barnay wurde sie 1949 an das Wiener Volkstheater verpflichtet. Zu ihren Bühnenrollen dort gehörten unter anderem die Titelrolle in Rose Bernd und Hanne Schäl in Fuhrmann Henschel. In den 1950er Jahren wurde Wallner außerdem Mitglied des Wiener Burgtheaters.
Mehrfach trat Wallner bei Theateraufführungen im Rahmen der Wiener Festwochen auf. 1953 spielte sie im Arkadenhof des Wiener Rathauses in dem Volksstück Die Ballade vom Lieben Augustin von Peter Preses mit der Musik von Robert Stolz; ihre Partner waren Paul Hörbiger und Erik Frey. 1956 wirkte sie in der Wiener Festwochen-Premiere des Stücks Ulla Winblad oder Musik und Leben des Carl Michael Bellman von Carl Zuckmayer im Wiener Volkstheater mit. Diese Aufführung wurde auch vom Österreichischen Fernsehen aufgezeichnet und 1956 im Fernsehen ausgestrahlt. Ab den 1950er Jahren trat Wallner regelmäßig bei den Salzburger Festspielen auf. So spielte sie von 1956 bis 1959 die Buhlschaft im Jedermann von Hugo von Hofmannsthal. 1963 trat sie in einem Gastspiel des Burgtheaters bei den Salzburger Festspielen in Elektra von Sophokles gemeinsam mit Heidemarie Hatheyer und Sonja Sutter auf. 1965 war sie dort in der deutschsprachigen Erstaufführung des Stücks Alle Reichtümer der Welt von Eugene O’Neill an der Seite von Marianne Hoppe zu sehen.
Am Burgtheater spielte Wallner ein breitgefächertes Repertoire, das von der Klassik bis zur Moderne reichte. Sie spielte am Burgtheater unter anderem die Titelrolle in Judith von Friedrich Hebbel und in Sechs Personen suchen einen Autor von Luigi Pirandello, 1958 gab sie in Adolf Rotts legendärer Inszenierung von Goethes Faust das Gretchen.
In den 1960er Jahren war sie im österreichischen und deutschen Fernsehen mehrfach in Literaturverfilmungen oder in Fernsehbearbeitungen von Theaterstücken zu sehen. 1962 spielte sie unter der Regie von Otto Schenk in einer Fernsehinszenierung des Stücks Anatol von Arthur Schnitzler mit, die der WDR Köln in den Wiener Rosenhügel-Filmstudios produzierte. Sie verkörperte die Ilona in der Episode „Hochzeitsmorgen“. 1962 engagierte sie der Bayerische Rundfunk für eine Fernsehproduktion von Ludwig Thomas Der Wittiber. 1963 übernahm sie für das ZDF die weibliche Hauptrolle in einer Fernsehfassung des Theaterstücks Das Band von August Strindberg in einer Inszenierung von Rudolf Noelte.
Martha Wallner war mehrfach auch als Sprecherin bei Hörspielen des Österreichischen Rundfunks tätig, unter anderem 1959 in Der Turm von Hugo von Hofmannsthal, 1974 in Die letzten Tage der Menschheit von Karl Kraus und 1981 in Ein Kind unserer Zeit von Ödön von Horváth.
Wallner spielte ab Ende der 1940er Jahre auch in einigen wenigen Kinofilmen und Fernsehfilmen mit. 1968 war sie, ebenfalls unter der Regie von Rudolf Noelte, die Amalia in der Verfilmung des Romans Das Schloß von Franz Kafka.
Intensive Charakterporträts zeichnete Wallner 1977 als jüdische Lehrersfrau Deborah Singer in Michael Kehlmanns Fernsehverfilmung von Hiob von Joseph Roth und als Mutter des Strizzis Alfred in dem Kinofilm Geschichten aus dem Wienerwald von Maximilian Schell.
In Anerkennung für ihr langjähriges Wirken als Schauspielerin wurde Martha Wallner mit dem Titel Kammerschauspielerin ausgezeichnet. Martha Wallner war mit dem österreichischen Kammerschauspieler Erich Auer verheiratet. Sie starb eine Woche vor ihrem 91. Geburtstag.

## Filmographie (Auswahl)
- 1949: Wilderernacht (Liebesprobe)
- 1955: Der letzte Akt
- 1958: Die Straße
- 1962: Anatol
- 1962: Der Wittiber
- 1963: Das Band
- 1968: Das Schloß
- 1971: Der Kommissar (Fernsehserie) – Der Tod des Herrn Kurusch
- 1978: Hiob
- 1979: Geschichten aus dem Wienerwald

## Hörspiele
- 1966: Ingmar Bergman: Wilde Erdbeeren (Berit) – Regie: Rudolf Noelte (Hörspiel – BR/SWF/ORF)
- 1970: Franz Molnar: Liliom (Julie) – Regie: Julius Filip (Hörspielbearbeitung – ORF Wien)
- 1972: Oskar Zemme: Schlafstörung (Mitzi) – Regie: Ferry Bauer (Hörspiel – SFB/ORF)